# Rallye de Saint-Marin
Le Rallye de Saint-Marin (ou Rally di San Marino) est un rallye italien sur terre, organisé par la Federazione Automotoristica Sanmarinese.

## Historique
Depuis 1980, il est comptabilisé en Championnat d'Europe des rallyes (en zone ouest, ou plus souvent sud, de 2004 à 2012), et obtient le coefficient maximum de 10 à partir de 1989. Il a toujours été un passage traditionnel des pilotes transalpins pour la conquête du titre continental.
Il est régulièrement intégré au championnat d'Italie de 1996 à 2010, et devient une manche du Trofeo Rally Terra (le championnat des rallyes Terre italien) en 1994, puis régulièrement depuis 2001.
Depuis 2010, un classement des copilotes existe, le Loris Roggia Trophy.
En 2012, il est intégré au classement de la dernière année d'existence de l'IRC.
Piero Longhi l'a remporté à 5 reprises, dont 4 consécutivement, le saint-marinais Massimo Ercolani et Giuseppe Grossi à 3. Patrick Snijers et Andreas Mikkelsen (hors IRC) sont les seuls non-transalpins à l'avoir gagné.
Un "Ecorally" est créé en 2006 (remporté par Raymond Durand en 2009), avec une arrivée à la Principauté du Vatican.
Une épreuve "Historic" existe depuis 2013, remportée par Pedro (champion d'Europe en 2012 de la nouvelle catégorie 4 -véhicules ultérieurs à 1985- de la spécialité).

## Palmarès

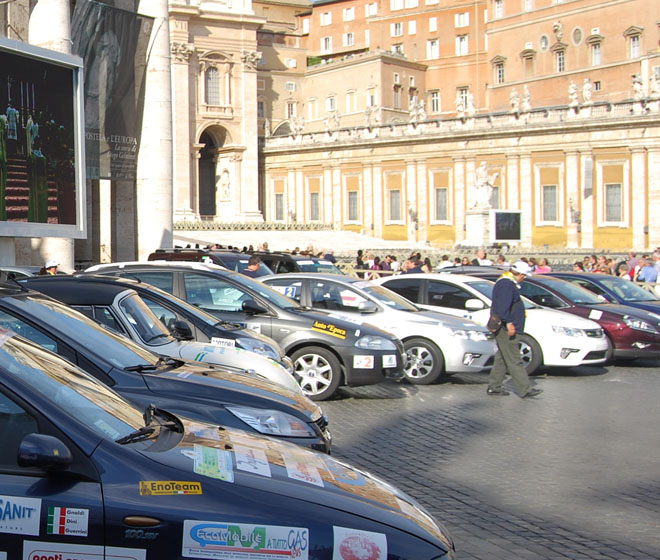
Le 5e Ecorally en 2010: l'arrivée Place Saint-Pierre.

| 1970        | Arnaldo Cavallari   | Benvenuti           | Porsche 911                   |                 |                 |                 |
| 1971        | Leo Pittoni         | Arnaldo Bernacchini | Lancia Fulvia HF              |                 |                 |                 |
| 1972        | Giulio Bisulli      | Arturo Zanuccoli    | Fiat 124 Abarth               |                 |                 |                 |
| 1973        | Sandro Munari       | Mario Mannucci      | Lancia Fulvia HF              |                 |                 |                 |
| 1974        | Giulio Bisulli      | Arturo Zanuccoli    | Fiat 124 Abarth\|             |                 |                 |                 |
| 1975 à 1977 | Épreuve annulée     | Épreuve annulée     | Épreuve annulée               | Épreuve annulée | Épreuve annulée | Épreuve annulée |
| 1978        | Antonillo Zordan    | Mario Bedin         | Porsche 911 C                 |                 |                 |                 |
| 1979        | Tony Fassina        | Mauro Mannini       | Lancia Stratos                |                 |                 |                 |
| 1980        | Adartico Vudafieri  | Fabio Penariol      | Fiat 131 Abarth               |                 |                 |                 |
| 1981        | Tony Fassina        | Rudy Dalpozzo       | Opel Ascona 400               |                 |                 |                 |
| 1982        | Antonio Tognana     | Massimo De Antoni   | Lancia 037                    |                 |                 |                 |
| 1983        | Mikki Biasion       | Tiziano Siviero     | Lancia 037                    |                 |                 |                 |
| 1984        | Adartico Vudafieri  | Luigi Pirollo       | Lancia 037                    |                 |                 |                 |
| 1985        | Massimo Ercolani    | Loris Roggia        | Lancia 037                    |                 |                 |                 |
| 1986        | Fabrizio Tabaton    | Luciano Tedeschini  | Lancia Delta S4               |                 |                 |                 |
| 1987        | Patrick Snijers     | Dany Colebunders    | Lancia Delta HF 4WD           |                 |                 |                 |
| 1988        | Paola De Martini    | Umberta Gibellini   | Audi Coupe Quattro            |                 |                 |                 |
| 1989        | Giuseppe Grossi     | Alex Mari           | Lancia Delta Integrale        |                 |                 |                 |
| 1990        | Michele Gregis      | Massimo Ciceri      | Lancia Delta Integrale 16V    |                 |                 |                 |
| 1991        | Massimo Ercolani    | Christina Larcher   | Lancia Delta Integrale 16V    |                 |                 |                 |
| 1992        | Gilberto Pianezzola | Maurizio Imerito    | Lancia Delta Integrale 16v    |                 |                 |                 |
| 1993        | Giuseppe Grossi     | Antonio Borri       | Lancia Delta HF Integrale 16v |                 |                 |                 |
| 1994        | Andrea Navarra      | Renzo Casazza       | Subaru Legacy RS              |                 |                 |                 |
| 1995        | Giuseppe Grossi     | Antonio Borri       | Toyota Celica Turbo 4WD       |                 |                 |                 |
| 1996        | Massimo Ercolani    | Giorgio Manuzzi     | Subaru Impreza 555            |                 |                 |                 |
| 1997        | Franco Cunico       | Pierangelo Scalvini | Ford Escort RS Cosworth       |                 |                 |                 |
| 1998        | Andrea Aghini       | Dario D'Esposito    | Toyota Corolla WRC            |                 |                 |                 |
| 1999        | Andrea Navarra      | Simona Fedeli       | Ford Escort WRC               |                 |                 |                 |
| 2000        | Piero Longhi        | Lucio Baggio        | Toyota Corolla WRC            |                 |                 |                 |
| 2001        | Paolo Andreucci     | Anna Andreussi      | Ford Focus WRC                |                 |                 |                 |
| 2002        | Andrea Aghini       | Dario D'Esposito    | Peugeot 206 WRC               |                 |                 |                 |
| 2003        | Andrea Navarra      | Simona Fedeli       | Subaru Impreza WRC            |                 |                 |                 |
| 2004        | Andrea Navarra      | Simona Fedeli       | Subaru Impreza WRX STi        |                 |                 |                 |
| 2005        | Piero Longhi        | aurizio Imerito     | Subaru Impreza WRX STi        |                 |                 |                 |
| 2006        | Piero Longhi        | Maurizio Imerito    | Subaru Impreza WRX STi        |                 |                 |                 |
| 2007        | Piero Longhi        | Maurizio Imerito    | Subaru Impreza WRX STi        |                 |                 |                 |
| 2008        | Piero Longhi        | Maurizio Imerito    | Subaru Impreza WRX STi        |                 |                 |                 |
| 2009        | Paolo Andreucci     | Anna Andreussi      | Peugeot 207 S2000             |                 |                 |                 |
| 2010        | Paolo Andreucci     | Anna Andreussi      | Peugeot 207 S2000             |                 |                 |                 |
| 2011        | Andreas Mikkelsen   | Ola Fløene          | Peugeot 207 S2000             |                 |                 |                 |
| 2012        | Giandomenico Basso  | Mittia Dotta        | Ford Fiesta RRC               |                 |                 |                 |
| 2013        | Umberto Scandola    | Guido D'Amore       | Škoda Fabia S2000             |                 |                 |                 |
| 2014        | Paolo Andreucci     | Anna Andreussi      | Peugeot 208 T16               |                 |                 |                 |